# Bessie i Sadie Delany
Annie Elizabeth „Bessie” Delany (ur. 3 września 1891, zm. 25 września 1995) i Sarah Louise „Sadie” Delany (ur. 19 września 1889, zm. 25 stycznia 1999) – amerykańskie pisarki (uznane w 1993 za najstarsze pisarki świata) i pionierki praw obywatelskich Afroamerykanów w USA.
Ojciec sióstr Henry Beard Delany (1856-1928) był pierwszym biskupem Afroamerykaninem Kościoła Episkopalnego.
Sadie, starsza z sióstr, była pierwszą Afroamerykanką, której pozwolono zostać nauczycielką gospodarstwa domowego w stanie Nowy Jork. Jej siostra Bessie była drugą Afroamerykanką, która otrzymała pozwolenie na wykonywanie zawodu stomatologa w stanie Nowy Jork. Obie stały się znane dopiero w latach 90., kiedy miały już ponad 100 lat i rozpoczęły karierę literacką.
W 1992 siostry opublikowały książkę-bestseller: Having Our Say: The Delany Sisters’ First 100 Years, która opisuje ich losy w czasie 100-letniego życia. W 1999 nakręcono na podstawie książki film pod tym samym tytułem.
W 1994 pojawiła się kolejna książka sióstr: The Delany Sisters’ Book of Everyday Wisdom. Po śmierci Bessie w 1995 w wieku 104 lat, Sadie napisała książkę: On My Own At 107: Reflections on Life Without Bessie, zawierającej przemyślenia o stracie siostry. Sadie zmarła w wieku 109 lat.